# Marie Nikiforová
Marija Hrihorivna Nikiforova (ukr.: Марія Григорівна Никифорова) (1885 Záporoží – 16. září 1919) byla vůdkyně anarchistických partyzánů, členka místních ukrajinských anarchistických skupin. V 16 letech sama sebe označila za teroristku. Byla známá pod svoji přezdívkou Marusja.

## Život
Marie Nikiforova se narodila roku 1885 v Aleksandrovsku (nyní Záporoží). V 16 letech opustila domov a přidala se k místní skupině anarchokomunistů. Její teroristické činy v letech 1905–1906 vedly k jejímu odsouzení k trestu smrti, později změněnému na doživotní vězení. Část svého trestu vykonala v Petropavlovské věznici v Petrohradě, ale poté byla roku 1910 vyhnána na Sibiř. Odtud uprchla do Japonska, odkud pokračovala do Spojených států, Španělska a nakonec do Paříže. Okolo roku 1913 začala být známa pod svoji přezdívkou Marusja.
V létě 1917 se vrátila do rodného Aleksandrovsku na Ukrajině, kde zorganizovala teroristické akce proti městským úřadům a vyšším armádním důstojníkům. Poté se přestěhovala do Jelizavetgradu (dnešní Kropyvnyckyj), kde zorganizovala Černou gardu jako jednotku bojovníků proti úřadům, zahrnující i Antona Děnikina.[ujasnit] Cílem Nikiforové bylo zničení všech státních institucí. V srpnu 1917 vyloupila její jednotka vojenské skladiště v Orichivu, následně zaútočila na městský pluk, který odzbrojila a všechny jeho důstojníky popravila. Většina kořisti byla dána na podporu ukrajinské revoluce Nestora Machna. V srpnu 1918 byla činnost jednotky Marie Nikiforové oceněna bolševickým vůdcem Antonovem-Ovsejenkem.
Nikiforová byla zajata a popravena bělogvardějci v roce 1919.